# San Miguel (Bohol)
San Miguel ist eine philippinische Stadtgemeinde in der Provinz Bohol auf der gleichnamigen Insel. Sie hat 24.135 Einwohner (Zensus 1. August 2015).

## Baranggays
San Miguel ist politisch unterteilt in 18 Baranggays.
| - Bayongan - Bugang - Cabangahan - Kagawasan - Camanaga - Cambangay Norte | - Capayas - Corazon - Garcia - Hagbuyo - Caluasan - Mahayag | - Poblacion - San Isidro - San Jose - San Vicente - Santo Niño - Tomoc |